# عزیزم رفت (فیلم)
عزیزم رفت (به انگلیسی: There Goes My Baby) که با نام آخرین روزهای بهشت (به انگلیسی: The Last Days of Paradise) نیز شناخته می‌شود، فیلمی محصول سال ۱۹۹۴ و به کارگردانی جیمی لیفتون است. در این فیلم بازیگرانی همچون درموت مالرونی، ریکی شرودر، نوآ وایل، کلی ویلیامز، لوسی دیکینز، اندرو رابینسون، میگوئل ای. نونیز جونیور، پال گلیسون، مارک رافلو و آن آرچر ایفای نقش کرده‌اند.